# 清水友輔
清水 友輔（旧字体：淸水 友輔、しみず ともすけ、生年不詳 - 1926年4月7日）は、日本の教育者、通訳官。立教女学校（現・立教女学院中学校・高等学校）校長、サミュエル商会仙台石油部主任、日本聖公会の信徒。清国や台湾でも活動し、漳州府中西学堂長を勤めたほか、台湾総督府の通訳官を務めた。

## 人物・経歴
1879年（明治12年）に、洋学研究のため東京へ出るが、当時の築地には立教学校（立教大学の前身校の一つ）とバラ学校（J.C.バラの築地大学校、1880年〈明治13年〉4月26日開校）と称する学校があったが、立教学校に入学する。

当時の立教学校は火事で丸焼けになった後の仮校舎で運営されており、築地の乞食学校と揶揄されるなど寄宿舎も古い長屋も粗末なものであった。学校もあまり振るわず、基督教の信徒の数も少なく、清水が記憶する当時の学生としては戸塚録三郎くらいのものだった。
チャニング・ウィリアムズ主教（立教大学創設者）は、ここで英語の教師として教え、後には歴史科でも講じた。ウィリアムズは温厚な性格で、真に聖賢の趣があり、一度教場へ入ると、満場愛の空気で満たされるように感じられ、荒々しい青年たちも思わず襟を正すという状況であった。ウィリアムズは向学心も高く、清水が実際にみたところでは、夜は24時頃まで勉強し、朝は6時前後には必ず起床していた。当時、ウィリアムズは聖書詩編の翻訳を計画しており、奥野昌綱が毎日来て、ウィリアムズを助けていた。昼食も時々忘れて14時過ぎになったこともあった。
1890年（明治23年）、清水は立教女学校（現・立教女学院中学校・高等学校）の第5代校長に就任し、石井亮一（滝乃川学園創設者）が教頭に就任。

校長就任前の立教女学校の卒業生らは、英語には達者でアメリカの地理などは詳しくなっていたが、日本のことはあまり知らない状況となっていた。この状況を憂いた日本人聖職者と教師らが、ウィリアムズ主教が退職後の1891年（明治24年）に来日して臨時主教となったヘーアに、校長を日本人に、せめて教頭だけでも日本人にしてほしいと要請する。これを受けてヘーア臨時主教により学校改革がなされ、校長に清水、教頭に石井が就くことになったものだった。また、立教女学校は経済的にも独立を進め、若干のスカラシップと宣教師にかかる費用、校舎の修繕費を除いては、米国ミッションからの補助を受けなくなった。
1889年（明治22年）1月22日に、博愛教会（グレース・エピスコパル・チャーチ、現・聖愛教会）を麹町（現在の英国大使館の裏手）に創立するが、清水はその設立に尽力した。
立教女学校の校長職を辞すと、1900年（明治33年）1月に清国へ赴任し、漳州府の中西学堂長に就いて、活動を行った。
同じく1900年（明治33年）の春節においては、長期休暇になったため、しばらく厦門に滞在したが、その厦門でも有志らが協同して学校を開くこととなり、開校準備に尽力した。15日に開校式を挙げ、盛況を得たが、日本領事を始め、提督道台、その他外国領事も参集した。また、清水は中国人の英語教師とともに現地の教会へ行き、牧師も中国人で言語は不慣れであったが、好人物のようであったという。
しかし、その年の7月頃に一旦日本に帰国して東京・新宿に滞在した後、家族とともに、台湾台北に赴き、福島安正陸軍少将の下で通訳官として勤めた。
1906年2月、台湾台北より帰国する。
同年11月頃には、健康回復とはいかないまでも静養の傍ら、サミュエル商会仙台石油部主任への就任を引き受けて、仙台へ転居する。
日本聖公会の信徒として仙台基督教教会に通った。